# 為永春水
為永 春水（ためなが しゅんすい、1790年（寛政2年） - 1844年2月11日（天保14年12月23日））は、江戸時代後期の戯作者。『春色梅児誉美』など人情本の代表作家。本名は佐々木貞高、通称は長次郎。筆名には、二代目南杣楚満人・二代目振鷺亭主人・狂訓亭主人・金竜山人・鷦鷯斎春水なども使った。

## 生涯
父母や幼少時のことは、知られていない。若い頃には、古着屋や古本のせどり屋を行っていたが、1813年（文化10年）頃、書肆「青林堂」を開いて、越前屋長次郎と名乗る。戯作者を志して柳亭種彦に近づき、式亭三馬に師事した。
1819年（文政2年）頃から、為永正輔・為永金竜の芸名で講釈師をし、「堀川清談」などの世話講談をしていた。講談師・伊東燕晋の弟子になり、為永正介の名で高座に出たとも言われる。林屋正蔵の弟子で、後に文名を得てからも高座に上った。
1821年（文政4年）、二世南仙笑楚満人の名で、滝亭鯉丈と『明烏後正夢 初編』を出版する。この作品は「明烏」シリーズとして、全33巻にわたる人気作となった。その後、自分名義の本を次々に出したが、松亭金水・駅駒駒人・文亭綾継らを助作者・代作者として動員した。この組織は「為永連」と言われる。
1824年（文政7年）頃の青林堂は、年に十点以上の地本を発行し、曲亭馬琴の作品を無断で再版して作者を怒らせもした。出版業のかたわら、歯磨き粉を商った。
1828年（文政11年）頃から、助作者や代作者が春水のもとを去り、1829年（文政12年）から為永春水を名乗るも、同年3月の火災で青林堂を焼失する。金竜山人として再び講釈師となる。
1832年（天保3年）、『春色梅児誉美』初編・2編を刊行し、人情本の第一人者となる。以後、板本の要請にしたがって作品を刊行し、多忙になると再び「為永連」の合作となる。春水の単独作と見なされるのは、『吾嬬春雨』『春色梅児誉美』『春告鳥』前半部のみである。
天保の改革下の1841年（天保12年）暮、人情本の内容が淫らであるとして、北町奉行遠山景元の取り調べを受け、翌年手鎖50日の刑を受けた。それを苦に深酒して強度の神経症となり、1843年（天保14年）の暮れに没した。享年54。築地本願寺中の妙善寺で葬儀を執り行った。墓は妙善寺の移転先の世田谷区烏山五丁目の同寺墓地にある。
死後、門弟の染崎延房が二世為永春水と称した。弟子に為永春雅（講釈師の伊東荘流）がいる。
彼の文業は、のちの硯友社の作家たち・岡鬼太郎・永井荷風らに影響を残した。

## 主な文業
為永連の合作とされている本は、右にずらした。
- 滝亭鯉丈との共著：『明烏後正夢 初、2編』（人情本）、青林堂（1821）
- 『明烏後正夢 3編』（人情本）：文渓堂（1822）
- 『総角結紫総糸』（合巻）、（1822）
  - 『藤枝恋情柵』（新内）、（1824）
  - 『袷妻雪古手屋』（新内）、（1824）
  - 『軒並娘八丈 初編』（富本節）、（1824）
- 『玉川日記 初編』、文渓堂（1825）
- 『園の雪三勝草紙』、文渓堂（1825）
- 春川英笑画：『腹内窺機関』（合巻）、永寿堂（1826）
- 柳川重山画：『梅花春水 1 - 4』（読本）、永寿堂（1826）
- 歌川国安画：『阿古義物語拾遺』（読本）、（1826）
- 春川英笑画：『婦女今川』（人情本）、永寿堂（1826）
- 歌川国丸画：『浦島太郎珠家土産』（合巻）、青林堂（1828）
  - 歌川国丸画：『風俗女西遊記』、青林堂（1828）
- 『玉川日記 前後編』、文渓堂（1828）
- 春川英笑画：『愚智太郎懲悪伝』（合巻）、（1829）
- 渓斎英泉画：『繋馬七勇婦伝』（合巻）、（1829）
  - 歌川国安・貞斎泉晁画：『坂東水滸伝』（読本）、（1830 - ）
  - 渓斎英泉画：『大内興隆十杉伝』（読本）、文永堂（1830 - ）
- 柳川重信画：『吾褄春雨 前編』（人情本）、（1832）
- 柳川重信画：『春色梅児誉美 初、2編』（人情本）、永寿堂・文永堂（1832）
- 柳川重信・柳川重山（4編）画：『春色梅児誉美 3、4編』（人情本）、永寿堂・文永堂（1833）
- 歌川国直画：『梅暦余興春色辰巳園 初、2編』（人情本）、永寿堂・文永堂（1833）
- 松亭金水と合作：『尼子九牛七国士伝』（読本）、（1833）
  - 『新田功臣柱石伝』（読本）、（1833）
- 歌川国直画：『梅暦余興春色辰巳園 3、4編』（人情本）、永寿堂・文永堂（1835）
  - 渓泉英泉画：『春色恵之花 初、2編』、永寿堂・文永堂（1836）
- 『処女七種』（人情本）、（1836）
- 歌川国直画：『春告鳥』（人情本）、文渓堂（1837） - 徳町の富豪福富屋幸左衛門には息子が2人、兄は幸次郎、弟鳥雅は後妻との子。後妻は本家福富屋万右衛門の娘で、鳥雅は本家の血筋をひく孫にあたる。兄幸次郎とはなかがよくないので、母の取りなしで向島の別荘で若隠居どうぜんの生活をしている。鳥雅は和歌町の唄女お浜をかこっているが、お浜が家出する。鳥雅は桜川新孝にさそわれて遊廓に行き、薄雲に会う。薄雲はかつて鳥雅に恋していたから、2人の交際は日々こまやかになる。ある夜、鳥雅は遊廓に行こうとして雨になり、腰元お民と話すうちに、お民と契るようになる。ところが鳥雅の金遣いのあらさ、お民との関係が両親に知られ、上方の店に預けられ、お民は安房長挟郡の縁者のもとにやられる。お民はそこでたのみの伯母に死なれ、家の主人寅吉にしいられて遊女に売られるところをあやうくまぬかれ、相坂町の唄女となり、お熊の妹分のお花となる。鳥雅は上方から帰り、本店抱えの仕事師甚五郎のもとに預けられる。小僧千松はその身の上に同情し、お民に似た唄女が相坂町にいると告げ、鳥雅はお花に会うことができる。お花の姉分で芸者のお熊には、通人の梅里という情人がいたが、ひさしく来ないので、気を揉んでいたところ、梅里が婦多川で八重という娘と恋におちていると聞き、お熊は嫉妬と立腹に苦しんでいると、或る夜、梅里が八重をつれてお熊を訪れる。お熊はあまりのことに憤慨して話を聞くと、----八重は女装男子で、梶原家の老臣番場忠太夫の次男忠之丞。ことし16歳、御小姓をつとめたが、いまの主君は平次景高という。亡兄源太の愛妾に定まった腰元千鳥が、源太の死亡とともに切髪となり、春心院と称して、下屋敷に住んでいたが、景高が春心院を見初めて妾にと申し込むが、春心院は承知しない。景高は怒り、扶持小遣の給与をとめる。源太の母公がこれを哀れみ、隠居所を下屋敷に移築し、自ら住み、春心院を手元に置く。忠之丞は隠居所の付となって、同じ御殿に住み、春心院と恋に落ち、これを聞いた景高は大いに怒り、春心院を押し込め、忠之丞に切腹を命じようとする。母公はこれに同情し、出入の町人梅里に命じて忠之丞に女装させ、免れさせ、梅里はそれまで婦多川の伊勢本に預けておいたが、あやうく今日、とらえられようとしたため、深夜、連れ出してお熊のもとに逃れてきた。----お熊は事情がわかり、安心し、親切にかくまう。忠之丞はそこで会う梅里の妹お玉と恋におちる。鳥雅はなおも放蕩するので、分家させて店を持たせ結婚したらと、母と本家の祖母と相談する。梅里が仲人となり、お見合いには忠之丞の女装姿を連れて行き、祖母と母とに見せ、婚礼のおりには、お民のお花を連れて行き、ぶじ結婚させ、鳥雅は満足する。（家出のお浜、遊女の薄雲、梅里とお熊、忠之丞とお玉、春心院の千鳥その他の問題は未解決のまま。）
  - 歌川国直画：『重陽嘉言応喜名久舎』（人情本）、（1837）
  - 渓斎英泉画：『春色袖の海』（人情本）、（1837 - 1841）
  - 歌川国直・静斎英一画：『春抄媚景英対暖語』（人情本）、永寿堂・文永堂（1838）
  - 歌川国直・静斎英一画：『春色梅見婦禰』、永寿堂・文永堂（1841）
- 『閑窓瑣談 4巻』（随筆）、（1841）

## 最近の出版
- 中野三敏・神保五弥・前田愛校注：『洒落本 滑稽本 人情本』、小学館 日本古典文学全集47（2000）ISBN 9784096580806。（『春告鳥』を収録）
- 古川久校訂：『梅暦 上（第5刷） 下（第4刷） 』、岩波文庫（1970）。（『春色梅児誉美』『梅暦余興春色辰巳園』『春抄媚景英対暖語』『春色梅美婦禰』を収録）
- 『春色梅児誉美 初編・後編』（和装）、日本古典文学刊行会 ほるぷ出版（1974）
- 『春色梅児誉美 3編・4編』（和装）、日本古典文学刊行会 ほるぷ出版（1974）
- 中村幸彦校注：『春色梅児誉美・梅暦余興春色辰巳園』、岩波書店 日本古典文学大系64、（1983）（53刷）

## 為永春水が登場した関連創作物
映画
- 『駆込み女と駆出し男』（2015年、演：でんでん）